# Belgium Open Poker Championship
Het Belgium Open Poker Championship (BOPC) is een in pokertoernooi dat sinds 2006 georganiseerd wordt in België. Het is na een succesvolle test in 2005 een erg groot toernooi geworden. Het is ondertussen een volwaardige tornooiweek geworden met verschillende events en een main event van €1.700. Alle events worden gespeeld met de variant Texas Hold 'em.
Net als de voorbije jaren zijn er dit jaar weer vier startdagen die lopen van negen tot twaalf oktober. Op dag twee A, dertien oktober, komen dan de overlevers van dag één A en één B samen. Hetzelfde gebeurt op dag twee B, veertien oktober, met de spelers die dag één C en D weten te overleven. Dag drie, vijftien oktober, komt dan het hele veld samen voor de money dag. Verwacht wordt dat we tegen het einde van die dag nog een 36 spelers in game houden. Om op dag vier, vijftien oktober, te spelen naar een finale tafel, de spelers die dat weten te halen zullen op zondag zeventien oktober nog één keer moeten terugkomen voor de finale tafel en het grote geld.

## Geschiedenis

### 2006 en 2007 (edities 1 en 2)
In 2005 was er een testtoernooi in de casino’s van Namen en Spa om dan in 2006 de eerste editie van het BOPC te gaan organiseren. Al vanaf de eerste editie was de buy-in zeker niet geschikt voor elke gelegenheid pokerspeler. De buy-in werd op €1.100 gezet en er kwam al meteen 253 spelers af naar Spa, waar toen het toernooi georganiseerd werd. Twee dagen later was het dan de Nederlandse pro Marc Naalden die met de overwinning en de eerste prijs van €59.670 ging strijken. De eerste editie was dus meteen een schot in de roos en daarom werd het jaar nadien weer exact hetzelfde toernooi georganiseerd. De buy-in werd zelfs nog een beetje opgeschroefd (€1.650). Als de eerste editie van het BOPC al succesvol was dan was de tweede editie echt wel spectaculair te noemen. Door de vele sattelites door het jaar en doordat vele pro’s nu ook hun weg gevonden hadden naar Spa, kwam er een 800-tal spelers terecht in Spa voor het BOPC. Dit alles zorgde ervoor dat winnaar Jamel Maistriaux een eerste prijs mee kreeg van niet minder dan €300.092. Aan de finale tafel zat ook nog Thijs Wessels. Spelers als Lex Veldhuis, Pierre Neuville, Rein Zijda en Michiel Brummelhuis kwamen dat jaar ook in het geld.

### 2008 (editie 3)
Naar de editie van 2008 dan, voor het eerst in het casino van Namen. Het festival werd te groot voor het casino van Spa en verhuisde dus naar Namen. Waar het voor het eerst ook een echte toernooiweek zou worden. Want naast het main event werden ook nog vier side events gespeeld. Een €200 Pot Limit Omaha event met 40 deelnemers waar de Fransman Yohann Azoulay won voor €3.280 door in de heads-up James Akenhead (Zat in de november nine in 2009) te verslaan. Een €300 No Limit Hold’Em event met als winnaar de Fransman Zacary McKinley voor €3.000. Er werd ook weer een €1.000 event georganiseerd. Giuliani de Sanctis won door 62 andere spelers achter zich te laten en mocht ook al wat geld op zijn rekening bijschrijven. Hij werd de eigenaar van €24.170. Ten slotte wist ook nog Shahram Rastegari, uit Nederland, een event mee te pakken. Hij won het €500 event met 60 spelers voor een bedrag van €6.900.
 
Het ging echter natuurlijk wel weer om het Main Event dat ondertussen maar liefst een toernooi van vijf speeldagen werd. Dit jaar kwamen 843 spelers naar Namen voor het main event en na vijf dagen hard werken kregen we een Nederlandse winnaar, Sijbrand Maal. Hij won na roem en de titel natuurlijk ook de eerste prijs van maar liefst €275.875. Aan de finale tafel zat ook nog Jolmer Meelis die derde werd. Ook onder meer Marc Naalden (voor de tweede keer), Pierre Neuville (voor het tweede jaar op rij) en Davidi Kitai wiste in het geld te komen.

### 2009 (editie 4)
Vorig jaar was het dan al de vierde editie van een toernooi dat ondertussen toch al wel wat naam krijgt in de pokerwereld. Ook in deze editie weer wat side events, wel enkel No Limit Hold’Em toernooien omdat die toch meer succes lijken te hebben. Voor het eerst werd er ook een event georganiseerd voor de echte high rollers. Een heads-up team event met een buy-in van maar liefst €10.000 per team. Dankzij dit event kwamen er alweer wat leuke namen naar Namen. Het team van Arnaud Mattern, Bertrand Grospellier, Johnny Lodden en Julien Brecard won en het Nederlandse team met Jasper Wetemans, Bert Van Doesburg, Jorn Walthaus en Marc Naalden werd tweede.
Natuurlijk waren er nog andere side events. Het eerste daarvan is een €200 event met 81 spelers waar de Duitser Heinz Traut won en heads-up de Nederlandse pro Rolf Slotboom wist te verslaan. De eerste prijs lag tegen de €5.000 aan. Rolf Slotboom was blijkbaar succesvol in de side-events want ook in het €1.000 met 88 deelnemers kwam hij in het geld. Hij werd uiteindelijk vijfde en het was een andere Nederlander, Abdelkahim Zoufri, die dit event op zijn naam schreefvoor €20.893. Weer een andere Nederlander, Johannes Fransen won dan het €500 event voor een eerste prijs van €92.902. Aan de finale tafel zat ook Matthias De Meulder. Op de slotdag waren er dan nog twee events. Een €150 bounty event met 102 spelers waar Stephan Gerin de winst en naast de bounty’s €2.281 won. Er was ten slotte ook nog, en voor het eerst, een dadies only event voor een inleg van €100. Evangelia Matsouris won de €1.923 als eerste prijs.
Het main event kende voor het eerste een terugval in deelnemers, al is die terugval te negeren want er kwamen toch maar weer 817 pokerspelers naar Namen. Deze keer won er weer een Belg, en die eer is voor Antonio Guida, die hierdoor €256.082 rijker werd. Andere leuke namen die in het geld kwamen waren Joris Springael (final table), Xavier Charlier (voor het derde jaar op rij, en na zijn 3e plaats in 2007 was dit zijn 2de final table op het BOPC.), Maurits Blom, Bjorn Schraeyen, Christopher De Maso (bekend van de DSO in juli), Olvedo Heinze, Coralie Nauder, Paul Valkenburg, Paul Berende en Pieter de Korver.

## 2010
Op negen oktober heb je respectievelijk om 14u30 en om 20u00 een €100 rebuy sattelite naar het main event. Op tien oktober is er om 14u30 weer een dergelijk toernooi en om 20u00 wordt er ook nog een €200 freezeout sattelite gehouden voor mensen die een rebuy maar niets zouden vinden. Diezelfde toernooien vind je ook nog eens terug op de laatste sattelite dag, maandag elf oktober.
Het format dat vorig jaar wat pro’s naar Namen trok, het heads-up team event, wordt ook dit jaar weer georganiseerd. De buy-in per team is wel wat lager geworden want er moet nu per team €5.200 betaald worden om te kunnen deelnemers. Dit event staat op dag twee A van het main event gepland, namelijk woensdag dertien oktober. Op diezelfde dag is er 's avonds ook nog een €200 event en een €100 rebuy naar event drie. Die €100 rebuy sattelite wordt ook de dag erna weer gespeeld. Op vrijdag vijftien oktober start dan dat derde event met een buy-in van €1.000, het gaat hier om een tweedaags event. Ook het vierde event, op zaterdag zestien oktober, is er tweedaags event. Dit event heeft een buy-in van €500. Ten slotte zijn er nog twee nieuwe events op de slotdag van het BOPC, zondag zeventien oktober. In de middag start er een €150 bounty event en 's avonds heb je nog het €100 ladies only event.

## Nederlandse finalisten
De volgende (bekende) Nederlanders hebben de finale-tafel van het BOPC main event al weten te halen:
| - Marc Naalden - Sijbrand Maal | - Thijs Wessels - Jolmer Meelis | - Lee Hausman - Maurits Blom |

Marc Naalden (2006) en Sijbrand Maal (2008) wonnen uiteindelijk ook het toernooi.

## Belgische finalisten
De volgende (bekende) Belgen hebben de finale-tafel van het BOPC main event al weten te halen:
| - Bertrand Halbardier - Kevin Spiessens - Yann Chaumond - Michel Fontenoy - Gaetano Di Salvo - Anotnio Guida - Massaud Dilal - Michel Thys - Bruno Dausse | - Pierre-Yves Bodeux - Xavier Charlier (2x) - Laurent Grossmann - Carlo Giovanni - Xavier Closset - Gantille Fabian - Stefan Aerts - Rochard Reijnders - Iwan Scheelen | - Jamel Maistriaux - Johan Bastians - Frederic Pigueray - Fabrice Vreux - Kristof Segers - Joris Springael - Emmanuel Malfait - Hervé Mailleux |

Jamel Maistriaux (2007) en Antonio Guida (2009) wonnen uiteindelijk ook het toernooi.

## Resultaten

### Editie 1, 2006 (Spa)
| Datum         | Toernooi          | Winnaar      | Prijs      | Runner-Up           | Andere finalisten |
| ------------- | ----------------- | ------------ | ---------- | ------------------- | --- |
| december 2006 | €1.000 Main Event | Marc Naalden | € 59,670,- | Bertrand Halbardier | - Ammar Naamani - Michel Thys - Richard Reijnders - Emmanuel Malfait - Bruno Dausse - Iwan Scheelen - Pierre-Yves Bodeux - Hervé Mailleux |

### Editie 2, 2007 (Spa)
| Datum            | Toernooi          | Winnaar          | Prijs       | Runner-Up       | Andere finalisten |
| ---------------- | ----------------- | ---------------- | ----------- | --------------- | --- |
| 25 november 2007 | €1.500 Main Event | Jamel Maistriaux | € 300,092,- | Kevin Spiessens | - Xavier Charlier - Johan Bastiaens - Yann Chaumond - Thijs Wessels - Laurent Grossmann - Haim Kakoun - Frederic Piqueray - Lee Hausman |

### Editie 3, 2008 (Namen)
| Datum            | Toernooi                | Winnaar             | Prijs       | Runner-Up        | Andere finalisten |
| ---------------- | ----------------------- | ------------------- | ----------- | ---------------- | --- |
| 23 november 2008 | €1.500 Main Event       | Sijbrand Maal       | € 275,875,- | Colim O'Brien    | - Jolmer Meelis - Michel Fontenoy - Carlo Giovanni - Fabrice Vreux - Gaetano Di Salvo - Xavier Closet - Kristof Segers - Alain Dubreuille |
| 19 november 2008 | €200 Pot Limit Omaha    | Yohann Azoulay      | € 3,280,-   | James Akenhead   | - David Zenou - Cedric Prevost - Joep Dewit                                                                                               |
| 21 november 2008 | €300 No Limit Hold'em   | Zacary McKinley     | € 3,000,-   | Vincent Reynkens | - Marcel Hermans - Salme Pit - Patrick Sacrispeyre - Georges Mickiels                                                                     |
| 22 november 2008 | €1.000 No Limit Hold'em | Giuliani de Sanctis | € 24,170,-  | Angelo Alfani    | - Mickael Murra - Salme Pit - Rami Okacha - Patrice Libert                                                                                |
| 23 november 2008 | €500 No Limit Hold'em   | Shahram Rastegari   | € 6,900,-   | Hermes           | - Patrick Champagnol - Rolando Camardese - Vincent Reynkens - Jean-Michel Guffroy                                                         |

### Editie 4, 2009 (Namen)
| Datum            | Toernooi                          | Winnaar                                                                  | Prijs       | Runner-Up                                                            | Andere finalisten |
| ---------------- | --------------------------------- | ------------------------------------------------------------------------ | ----------- | -------------------------------------------------------------------- | --- |
| 29 november 2009 | €1.500 Main Event                 | Antonio Guida                                                            | € 256,082,- | Gantile Fabian                                                       | - Joris Springael - Masaud Dalil - Xavier Charlier - Barbara Martinez - Stefan Aerts - Laurent Gauter - Marc Inizan - Maurits Blom         |
| 23 november 2009 | €10.000 Heads-Up Team Event       | - Arnaud Mattern - Bertrand Grospellier - Johnny Lodden - Julien Brecard | € 45,000,-  | - Jasper Wetemans - Bert Van Doesburg - Marc Naalden - Jorn Walthaus | |
| 26 november 2009 | €200 No Limit Hold'em             | Heinz Traut                                                              | € 4,920,-   | Rolf Slotboom                                                        | - Roger Morren - Pamela Covezzi - Philippe Chaboseau - Olivier Vaneberg - Abdellah Hadid - Pascal Honai - Kristof Maes - Mustafa Capan     |
| 27 november 2009 | €1.000 No Limit Hold'em           | Abdelkahim Zoufri                                                        | € 20,893,-  | Oliver Rosenberg                                                     | - Yves Hallaque - Michael McCool - Rolf Slotboom - Fabrice Somers                                                                          |
| 28 november 2009 | €500 No Limit Hold'em             | Johannes Franse                                                          | € 12,902,-  | Anthony Lorieu                                                       | - Fabrice Halleux - Cheng Yin - Johan Stijnen - Bart Mannheims - Matthias De Meulder - Cesar Robles - Jean Pol de Brouwer - Fabrizio Amato |
| 29 november 2009 | €150 No Limit Hold'em Bounty      | Stephan Gerin                                                            | € 2,281,-   | Xavier Mangano                                                       | - Denis Mathieu - Jörg Peisert - Remco Hillegers - Fabrice Somers - Stephen Walley - Tom Berg - Jimmy Hendrickx - Alain Gallet             |
| 29 november 2009 | €100 No Limit Hold'em Ladies Only | Evangelia Matsouris                                                      | € 1,923,-   | Diane Marek                                                          | - Isabelle Teirlynck - Coralie Nauder - Hanne De Wyngaert - Gina Demesmaeker - Ana-Nicoleta Lovin - Annoek Heusschen                       |

### Editie 5, 2010 (Namen)
| Datum           | Toernooi                          | Winnaar           | Prijs             | Runner-Up         | Andere finalisten |
| --------------- | --------------------------------- | ----------------- | ----------------- | ----------------- | ----------------- |
| 17 oktober 2010 | €1.500 Main Event                 | nog niet gespeeld | nog niet gespeeld | nog niet gespeeld | nog niet gespeeld |
| 13 oktober 2010 | €5.000 Heads-Up Team Event        | nog niet gespeeld | nog niet gespeeld | nog niet gespeeld | nog niet gespeeld |
| 13 oktober 2010 | €200 No Limit Hold'em             | nog niet gespeeld | nog niet gespeeld | nog niet gespeeld | nog niet gespeeld |
| 16 oktober 2010 | €1.000 No Limit Hold'em           | nog niet gespeeld | nog niet gespeeld | nog niet gespeeld | nog niet gespeeld |
| 17 oktober 2010 | €500 No Limit Hold'em             | nog niet gespeeld | nog niet gespeeld | nog niet gespeeld | nog niet gespeeld |
| 17 oktober 2010 | €150 No Limit Hold'em Bounty      | nog niet gespeeld | nog niet gespeeld | nog niet gespeeld | nog niet gespeeld |
| 17 oktober 2010 | €100 No Limit Hold'em Ladies Only | nog niet gespeeld | nog niet gespeeld | nog niet gespeeld | nog niet gespeeld |